# Inside Deep Throat
Inside Deep Throat és una pel·lícula documental estatunidenca de 2005 sobre la pel·lícula pornogràfica de 1972 Deep Throat, a l'avantguarda de l'Edat d'Or del Porno i els seus efectes en la societat nord-americana.

## Contingut
La pel·lícula parla de com es va distribuir Deep Throat als cinemes quan les impressions s'entregaven en mà i els empleats comptaven els caps dels espectadors i després recollien els beneficis en efectiu dels cinemes. Aquest procés es coneixia com a enviament de "verificadors i escombradors".
Compta amb escenes de la pel·lícula, notícies de l'època i entrevistes, tant d'arxiu com recents, amb el director Gerard Damiano, l'actor Harry Reems, l'actriu Linda Lovelace, Gore Vidal, Larry Flynt, Hugh Hefner, John Waters, Erica Jong, un fiscal, la defensa de Reems, cobradors de diners de la màfia i altres persones implicades o simplement comentant la pel·lícula. Gran part del material es va recopilar a partir d'aproximadament 800 hores d'entrevistes i imatges d'arxiu recollides pels cineastes.

## Repartiment
- Dennis Hopper
- John Waters
- Hugh Hefner
- Larry Flynt
- Annie Sprinkle
- Gore Vidal
- Gerard Damiano
- Dick Cavett
- Wes Craven
- Bill Maher
- Harry Reems
- David Winters
- Norman Mailer
- Erica Jong
- Catharine MacKinnon
- Camille Paglia
- Tony Bill
- Dr. Ruth Westheimer (Dr. Ruth)

Imatges d'arxiu
- Linda Lovelace
- Francis Ford Coppola
- Warren Beatty
- Johnny Carson
- Bob Hope
- Jack Nicholson
- Gloria Steinem
- Alcalde de Nova York John Lindsay

## Producció
Narrat per Dennis Hopper, el documental va ser escrit, produït i dirigit per Fenton Bailey i Randy Barbato, i produït per Brian Grazer. És una producció de Imagine Entertainment, HBO Documentary Films, i World of Wonder, i distribuït per Universal Pictures.

## Classificació
Inside Deep Throat fou classificada per NC-17 per Motion Picture Association of America per contingut sexual explícit; concretament, fragments explícits de la pel·lícula original. Va ser la primera pel·lícula classificada NC-17 que va ser estrenada per Universal des de Henry & June el 1990, que va ser la primera pel·lícula a rebre la qualificació NC-17.
Una versió editada va rebre una qualificació R per "sexualitat dura, incloent imatges gràfiques, nuesa i diàleg".